# Islam Aschabowitsch Alsultanow
Islam Aschabowitsch Alsultanow (russisch Ислам Асхабович Альсултанов; * 18. August 2001) ist ein russischer Fußballspieler.

## Karriere
Alsultanow begann seine Karriere bei Terek Grosny, das sich 2017 in Achmat Grosny umbenannte. Im Oktober 2020 debütierte er bei seinem Kaderdebüt für die Profis der Tschetschenen in der Premjer-Liga, als er am elften Spieltag der Saison 2020/21 gegen den FK Rostow in der 81. Minute für Jewgeni Charin. In der Saison 2020/21 kam er insgesamt zu acht Einsätzen im Oberhaus. In der Saison 2021/22 spielte er dreimal. In der Saison 2022/23 kam er einmal zum Zug.
Zur Saison 2023/24 wurde er Alsultanow an den Drittligisten Wolga Uljanowsk verliehen.